# Durand de Huesca
Durand de Huesca (c. 1160-1224) est un vaudois espagnol, converti au catholicisme en 1207, après avoir participé au colloque de Pamiers, dernier débat contradictoire entre cathares et catholiques. Il devint alors un théologien orthodoxe, auteur vers 1220 du Liber Contra Manicheos, opuscule fustigeant les cathares où notamment il recopie et critique un traité cathare anonyme.
Il fonde un Tiers-Ordre, les « Pauvres Catholiques », qui constitua dès 1212 un double couvent pour les frères et les sœurs à Elne (Pyrénées-Orientales) et dont la principale mission consistait à prêcher et à mener une vie de pauvreté.

### Œuvre
- Liber Antiheresis (vers 1190) : K. V. Selge, Der ersten Waldenser, t. 2 : Der Liber antiheresis des Durandus von Osca, Berlin, 1967.
- Contra Manicheos (vers 1220) : Thouzellier, Christine, Une somme anti-cathare : le Liber contra Manicheos de Durand de Huesca, Louvain, 1964.

### Études
- A. Dondaine, "Durand de Huesca et la polémique anti-cathare", Archivum Fratrum Praedicatorum, t. XXIX, 1959, p. 228-276.